# Punagraphinotus
Punagraphinotus is een geslacht van hooiwagens uit de familie Gonyleptidae.
De wetenschappelijke naam Punagraphinotus is voor het eerst geldig gepubliceerd door Soares & Bauab-Vianna in 1972. 

## Soorten
Punagraphinotus is monotypisch en omvat slechts de volgende soort:
- Punagraphinotus punae